# ردفین
ردفین (به آلمانی: Redefin) یک شهر در آلمان است که در لودویگسلوست-پارشیم واقع شده‌است. ردفین ۵۵۴ نفر جمعیت دارد.